# بایکی
بایکی (انگلیسی: Bayki) یک شهرک در شهرستان کاراایدلسکی استان باشقیرستان کشور روسیه است.